# Margie Santimaria
Margie Santimaria (* 18. Februar 1989 in Vigevano) ist eine italienische Triathletin und italienische U23-Triathlonmeisterin (2010). Sie wird in der Bestenliste italienischer Triathletinnen auf der Ironman-Distanz geführt.

## Werdegang
In Italien vertritt Santimaria die Vereine Atlectica Bellinzago und Gruppi Sportivi Polizia di Stato Fiamme d'Oro.
2008 schloss sie die Oberschule ISIS A. Omodeo in Mortara, nahe ihrer Heimatstadt Vigevano, ab.

### U23-Staatsmeisterin Triathlon 2010
In Frankreich trat Margie Santimaria, so wie auch ihre Landsfrau Charlotte Bonin, 2010 für TriClub Nantais in der Club-Meisterschaftsserie Lyonnaise des Eaux an, war aber nur bei einem Rennen am Start: In Beauvais (13. Juni 2010) wurde Santimaria 22., damit war sie Zweitbeste ihres französischen Clubs, der keine einzige Französin nominieren konnte.
2010 wurde sie im August U23-Staatsmeisterin Triathlon. Im Juni 2014 wurde sie Dritte bei der Staatsmeisterschaft auf der Triathlon-Mitteldistanz.
Auf der Kurzdistanz wurde sie im Mai 2017 Dritte beim Kalterer See Triathlon. Im Juni wurde sie Vize-Staatsmeisterin auf der Mitteldistanz.
Bei der Challenge Walchsee-Kaiserwinkl wurde Santimaria im September 2017 Dritte, nachdem sie hier im Vorjahr im Rahmen der Europameisterschaft auf der Mitteldistanz ebenso den dritten Rang belegt hatte.
Im Mai 2018 wurde die damals 29-Jährige in Spanien auf der Mitteldistanz Dritte bei der Challenge Salou. Im September wurde sie Fünfte bei der ETU-Europameisterschaft auf der Triathlon-Langdistanz im Rahmen der Challenge Madrid.
Beim Cannes International Triathlon wurde Margie Santimaria auf der Mitteldistanz im April 2019 Vierte und im Mai Zweite bei der Challenge Riccione.
Im April 2022 wurde die 33-Jährige in Pesaro Vierte bei der italienischen Staatsmeisterschaft Duathlon.

## Sportliche Erfolge

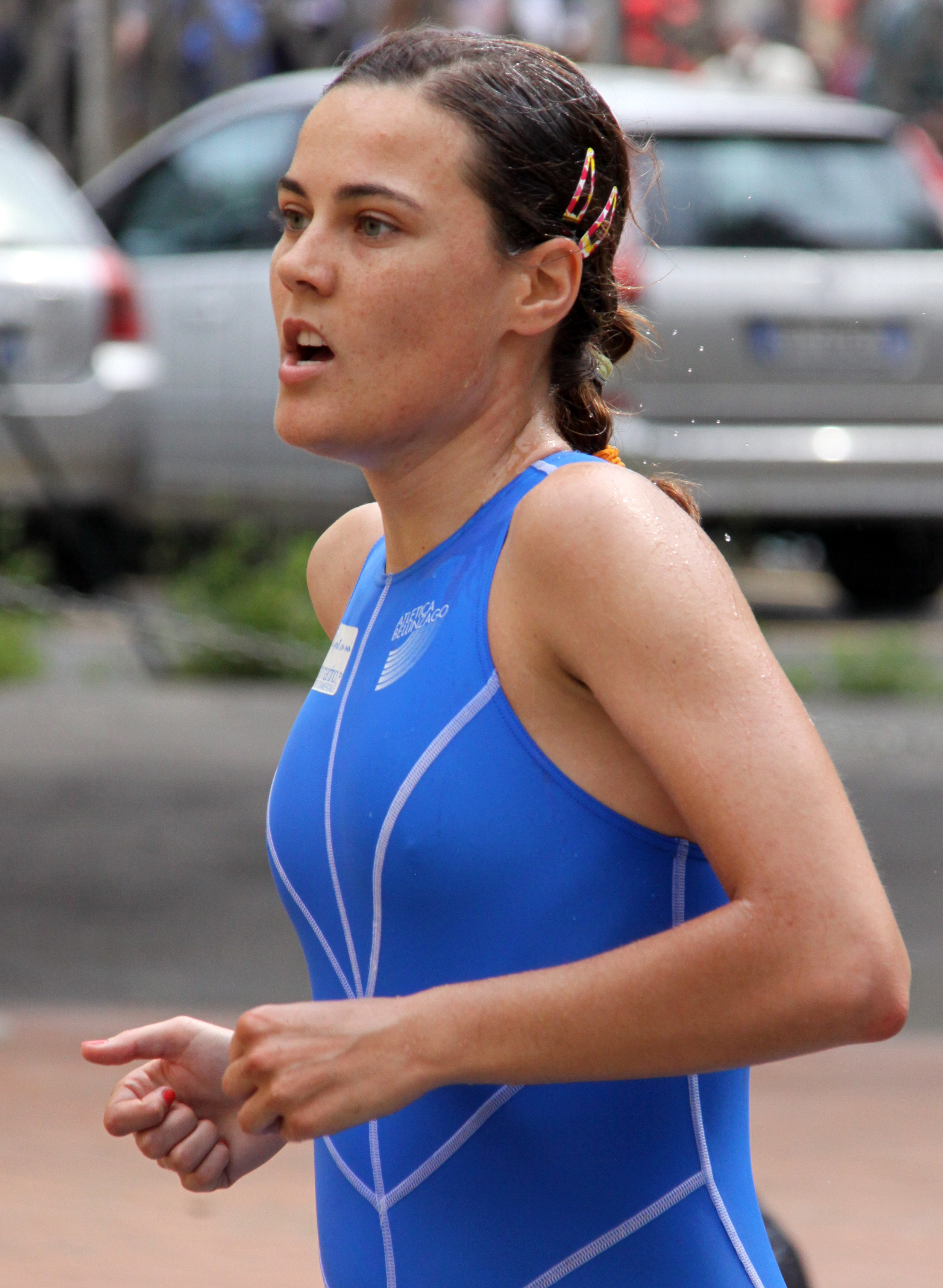
Margie Santimaria beim Triathlon di Andora, 2010

| Datum/Jahr    | Rang | Wettbewerb                                       | Austragungsort | Zeit        | Bemerkung                                                                  |
| ------------- | ---- | ------------------------------------------------ | -------------- | ----------- | -------------------------------------------------------------------------- |
| 8. Mai 2021   | 2    | Kalterer See Triathlon                           | Kalterer See   |             |                                                                            |
| 6. Mai 2017   | 3    | Kalterer See Triathlon                           | Kalterer See   | 02:10:39,70 | [ 3 ]                                                                      |
| 30. Juli 2016 | 8    | ITA Triathlon National Championships             | Caorle         | 02:08:34    | bei der Staatsmeisterschaft hinter der Siegerin Verena Steinhauser         |
| 10. Mai 2015  | 8    | ETU Triathlon European Cup                       | Madrid         | 02:12:56    |                                                                            |
| 13. Sep. 2014 | 4    | ITA Triathlon National Championships             | Italien        | 02:00:14    | Vierte bei der Staatsmeisterschaft hinter der Siegerin Anna Maria Mazzetti |
| 8. Aug. 2010  | 1    | ITA Triathlon National Championship U23          | Revine Lago    | 02:19:08    | U23-Staatsmeisterin                                                        |
| 20. Juni 2009 | 21   | ETU Triathlon European Championship U23          | Tarzo Revine   | 02:14:42    | U23-Europameisterschaft                                                    |
| 10. Mai 2008  | 25   | ETU Triathlon European Championship Junior Women | Lissabon       | 01:09:19    | Junioren-Europameisterschaft                                               |
| 29. Juni 2007 | 31   | ETU Triathlon European Championship Junior Women | Kopenhagen     | 01:06:30    | Junioren-Europameisterschaft                                               |

| Datum/Jahr    | Rang | Wettbewerb                                           | Austragungsort       | Zeit     | Bemerkung                                                                                     |
| ------------- | ---- | ---------------------------------------------------- | -------------------- | -------- | --------------------------------------------------------------------------------------------- |
| 4. Aug. 2024  | 3    | Ironman 70.3 Gdynia                                  | Gdynia               | 04:18:01 |                                                                                               |
| 22. Apr. 2023 | 4    | Challenge Gran Canaria                               | Mogán                | 04:20:37 | [ 4 ]                                                                                         |
| 19. Juni 2022 | 1    | Challenge Gdansk                                     | Danzig               | 04:20:02 |                                                                                               |
| 8. Aug. 2021  | 4    | Ironman 70.3 Gdynia                                  | Gdynia               | 04:34:19 | hinter der Britin Lucy Hall                                                                   |
| 11. Juli 2021 | 4    | ITA Middle Distance Triathlon National Championships | Lovere               | 04:26:23 | Staatsmeisterschaft auf der Mitteldistanz                                                     |
| 1. Sep. 2019  | 5    | Ironman 70.3 Zell am See-Kaprun                      | Zell am See          | 04:37:23 |                                                                                               |
| 8. Mai 2019   | 2    | Challenge Riccione                                   | Riccione             | 04:27:18 | hinter ihrer Landsfrau Elisabetta Curridori                                                   |
| 21. Apr. 2019 | 4    | Cannes International Triathlon                       | Cannes               | 05:04:39 |                                                                                               |
| 2. Sep. 2018  | 3    | Challenge Walchsee-Kaiserwinkl                       | Walchsee             | 04:24:07 |                                                                                               |
| 3. Juni 2018  | 2    | ITA Middle Distance Triathlon National Championships | Lovere               | 04:34:23 | Vize-Staatsmeisterin auf der Mitteldistanz                                                    |
| 27. Mai 2018  | 3    | Challenge Salou                                      | Cataluña             | 04:20:48 | auf der Mitteldistanz                                                                         |
| 3. Sep. 2017  | 3    | Challenge Walchsee-Kaiserwinkl                       | Walchsee             |          |                                                                                               |
| 4. Juni 2017  | 2    | ITA Middle Distance Triathlon National Championships | Lovere               | 04:38:52 | Vize-Staatsmeisterin auf der Mitteldistanz                                                    |
| 4. Sep. 2016  | 11   | ETU Middle Distance Triathlon European Championships | Walchsee             | 04:39:20 | Europameisterschaft auf der Halbdistanz mit Sieg im Rahmen des Challenge Walchsee-Kaiserwinkl |
| 22. Juni 2014 | 3    | ITA Middle Distance Triathlon National Championships | Barberino di Mugello | 04:43:43 | Dritte bei der Staatsmeisterschaft hinter der Siegerin Martina Dogana                         |
| 5. Mai 2013   | 3    | ITA Middle Distance Triathlon National Championships | Barberino di Mugello | 04:35:20 |                                                                                               |

| Datum/Jahr    | Rang | Wettbewerb                                                   | Austragungsort | Zeit     | Bemerkung                                                                    |
| ------------- | ---- | ------------------------------------------------------------ | -------------- | -------- | ---------------------------------------------------------------------------- |
| 23. Sep. 2018 | 5    | ETU Challenge Long Distance Triathlon European Championships | Madrid         | 10:46:05 | ETU-Europameisterschaft Triathlon Langdistanz im Rahmen der Challenge Madrid |

| Datum/Jahr   | Rang | Wettbewerb                          | Austragungsort | Zeit     | Bemerkung             |
| ------------ | ---- | ----------------------------------- | -------------- | -------- | --------------------- |
| 3. Apr. 2022 | 4    | ITA Duathlon National Championships | Pesaro         | 02:10:47 | hinter Marta Bernardi |

(DNF – Did Not Finish)